# Желановка (Алтайский край)
Желановка — упразднённое село в Хабарском районе Алтайского края России. Располагалось на территории современного Тополинского сельсовета. Точная дата упразднения не установлена.

## География
Располагалось в 12 км к северо-востоку от села Топольное.

## История
Основано в 1908 г. В 1928 г. посёлок Желанный состоял из 63 хозяйств. В составе Ново-Полтавского сельсовета Ново-Алексеевского района Славгородского округа Сибирского края.

## Население
В 1926 г. в посёлке проживало 321 человек (155 мужчин и 166 женщин), основное население — украинцы.